# Jessica Pereira
Jessica Pereira González (Caracas, 13 de septiembre de 1983) es una presentadora, locutora, periodista, actriz, modelo y comunicadora venezolana.

## Trayectoria
Hija de José Manuel Pereira y Nancy González de Pereira, desde muy pequeña mostró inclinación por el mundo del espectáculo y desde el inicio de la adolescencia empezó a presentarse como modelo en presentaciones de su escuela primaria en Caracas. Fue así como en el año 1995, estudió etiqueta y protocolo en la Escuela Bookings, destacándose en las pasarelas para diferentes marcas en su país natal, tales como Beko, Dinner for 2 y Batiti Bonbon. 
Estudió educación elemental en la escuela José Gonzalo Méndez y educación secundaria en la escuela U.E.N. Josefa Irausquin López en Caracas. Inició sus estudios universitarios en la universidad Santa María de Caracas, Venezuela, y se graduó en el año 2007 como Periodista y Comunicadora Social. Luego estudió locución en la Escuela Nacional de Locución Otto Rivera, en Santo Domingo, República Dominicana, recibiendo su graduación en el año 2010. Sus estudios continuaron y en el año 2012 se graduó de actriz del Instituto Alfonso Rodríguez, también en la República Dominicana. Ese mismo año estudió Nutrición por internet, recibiendo su certificación como Licenciada en Nutrición del Instituto FUNIBER, de Santo Domingo.

### Empresaria y filantrópica
Sus estudios la llevaron a hacer sus propias empresas en belleza y nutrición. En el año 2010, Jessica Pereira abre su primer salón de belleza estética en Santo Domingo, y luego anexa un Spa, llamado Glow Beauty Center, para atención al cliente en todo lo relacionado con estética corporal y belleza en general.  Viviendo en la República Dominicana, ayudó a diferentes causas que servían a las familias pobres. Incluyendo su participación en el programa de televisión “Los Famosos Bailan” (República Dominicana), y donar su premio a una causa altruista en el país.
El 22 de abril de 2017, junto a los integrantes del taller de medios Alfombra Roja, en la ciudad de Washington Heights, New York, decidió hacer un llamado a la comunidad latina para recoger donaciones de comida, ropa y utensilios necesarios para el pueblo venezolano. Las donaciones fueron enviadas a múltiples hospitales y ancianatos en las ciudades de Caracas, Guatire y Santa Lucía. 

### Su vida en la República Dominicana
La República Dominicana le dio la oportunidad de hacer su reputación en los medios. En el año 2009 recibe una oferta para ser presentadora del canal 7 de televisión, Antena Latina, en el programa “El Bachatón”. Al mismo tiempo, su popularidad en el país le permite ser modelo de campañas comerciales a nivel nacional para empresas como Ron Brugal, Cerveza Presidente, Bonita Presidente y Ropa Interior Nayeli, entre muchas más. Su carrera profesional en la República Dominicana, la llevó a tener auge en la televisión y radio a nivel nacional, siguiendo pasos por ser presentadora del programa de televisión “Chill Out” en Antena Latina de la empresa Color Vision (2009-2013). También fue locutora en Omelet Radio (2011-2014), presentadora del programa de televisión “Mi Tour” de Conexión Caribe (2012-2014) presentadora de televisión en Gaishas, Telemicro-Internacional (2013-2015). También en el mismo año hace parte del programa “Nueva York Nunca Duerme” de la empresa Telemicro Internacional en la República Dominicana. Actualmente, se desempeña como comunicadora en el programa de Santiago Matias ``Alofoke´´ alofokeradioshow programa transmitido por la emisora AlofokeFM  99.3 como una de las panelistas principales de dicho programa y primera mujer en ocupar aquel puesto desde su creación.

### Videos musicales
En su larga carrera profesional, Jessica Pereira también hace parte de videos musicales para artistas internacionales tales como el video “Los Pistoleros” con Wisin y Yandel; “Una Vueltecita” con el grupo musical Los Ilegales; “La Carnada” con la popular cantante de merengue Miriam Cruz; “Miss White” con el grupo Panky y los Manolos; “No Mañana” con el cantante de dembow El Alfa y el grupo estadounidense The Black Eyed Peas. También hizo comerciales publicitarios a lo largo del 2009 al 2015.